# Sarantis Mantzourakis
Dr. Sarantis Mantzourakis- Dr. Σαράντης Μαντζουράκης
Művészettudományok Doktora- Filozófia Doktora- Διδάκτωρ Τεχνών- Διδάκτωρ Φιλοσοφίας
Doctor of Arts- Doctor of Philosophy, Doktor der Kunstwissenschaften- Doktor der Philosophie
(Pécs, 1967) buzukiművész, énekes.

## Felsőoktatási tanulmányok
Tanulmányi időszak: 2021–2024 Doktori képzés
Egyetem megnevezése: Kárpátaljai Augustine Voloshyn Egyetem, Ungvár.
Nemzetközi Teológiai Tudományos Akadémia- Doktori Iskola
Tanulmányok: Doktori képzés
Fokozat: Filozófia Doktora, Művészettudomány Doktora
Szakterület: Teológia, zeneművészet
Szak: Művészettudomány, Ph.D
Doktori disszertáció témája: „A klasszikus zene és a XX. századi Görög népzene kapcsolata,
és a XX. századi Görög klasszikus zene kialakulása.”
Tanulmányi időszak: 2019–2021 MSr Master képzés
Iskola megnevezése: Kárpátaljai Augustine Voloshyn Egyetem, Ungvár.
Tanulmányok: Teológia szak
                     Tanulmányi program: egyházi zenei művészet,
                     Szakmai képesítés: Egyházi kórusvezető, karvezető,
                     Kervezető, karmester, előadó-művész
                     Felsőoktatási tanár, zenetanár
Tanulmányi időszak: 2015–2019 BA
Iskola megnevezése: Kárpátaljai Augustine Voloshyn Egyetem, Ungvár.
Tanulmányok: Teológia szak
                          Tanulmányi program: egyházi zenei művészet,
                          Szakmai képesítés: Egyházi kórusvezető, karvezető,
                          Vallás tudós, előadó-művész
                          Szellemi és erkölcsi tudományok tanára az ukrán lelki kultúrának

## Életrajz[3]
Sarantis Mantzourakis 1967-ben született Magyarországon, görög szülők gyermekeként.
Görög népzenei, klasszikus előadóművész, ének és bouzouki művész.
Rendszeresen fellép Magyarország egész területén, valamint Európa számos országában (Ausztria, Németország, Görögország, Franciaország, Olaszország, Belgium, Hollandia).
Előadásaiban és koncertjein, Görögország egész területéről görög népzenei és klasszikus művek hallhatóak. Különleges zenei kompozíciókkal lepi meg a zeneszerető közönséget, mint a népzenei, mint a klasszikus oldalon. Európában egyedüli képviselője a görög népzene, a görög klasszikus zene, valamint a klasszikus zene ötvözetének. Előadásaiban és koncertjein, Görögország egész területéről görög népzenei és klasszikus művek hallhatóak. Különleges zenei kompozíciókkal lepi meg a zeneszerető közönséget, mint a népzenei, mint a klasszikus oldalon. Európában egyedüli képviselője a görög népzene, a görög klasszikus zene, valamint a klasszikus zene ötvözetének.
Zenei tanulmányait először autodidaktaként fejlesztette magán úton. Bouzouki tanulmányait először neves görög tanároknál kezdte, majd később az Athéni Peristeri Andrea Nikita- Athina Peristeri Odeion, konzervatóriumban fejezte be. Tanulmányait folytatva az Augustin Voloshin Kárpát Egyetem- Augustine Voloshyn Carpathian University, szerezte meg először BA „Bachelor’s Diplom” diplomáját, majd ezután a MA „Master’s Diplom”, diplomáját.
Magyarországon 18 görög népzenei, és 2 klasszikus lemeze jelent meg.
Rendszeresen koncertezik Magyarországon és külföldön. 2010-ben egy nemzetközi fesztiválon Isztambulban 12 ország részvétele mellett képviselte Magyarországot és különdíjjal tért haza. Eddig nyolc lemeze jelent meg, a legújabb 2008-ban Klasszikusok Buzukira és Szimfonikus zenekarra címmel. Master of Bouzouki Collection című albuma 2009-ben aranylemez lett. 2009-től lemezeit kizárólag az RNR MEDIA Kft. adja ki és terjeszti.